# Jean-Pierre Heudelot
Jean-Pierre François Heudelot, né à Vesoul le 27 avril 1803 et mort le 7 octobre 1837 à Bakel (Sénégal), est un naturaliste et explorateur français.

## Biographie
Il collecte des plantes à Madagascar puis au Cap Vert avant de devenir directeur des cultures royales du Sénégal de 1825 à 1831. Il y est chargé de mission par le Muséum d'histoire naturelle (1830-1837). Accueilli par Adrien Partarrieu, Heudelot constitue un important herbier de plantes de la Sénégambie en explorant la rive gauche du fleuve Sénégal de Saint-Louis à Galam. Il visite ainsi les royaumes du Cayor, Baol, Saloum et de Casamance ainsi que les parages de la Falémé.
Il meurt de fièvre à Bakel en octobre 1837.